# Gabriela Bähr
Gabriela Bähr (* 23. September 1961 in Berlin) ist eine deutsche Juristin. Sie ist seit dem 1. Oktober 2021 Richterin am Bundesverwaltungsgericht.

## Leben und Wirken
Bähr trat 1990 nach Abschluss ihrer juristischen Ausbildung in den Justizdienst des Landes Berlin ein und war bei der Staatsanwaltschaft des Landgerichts Berlin tätig. Im März 1991 wechselte sie zur Senatsverwaltung für Inneres des Landes Berlin, im Juni 1992 zur Senatsverwaltung für Wissenschaft, Forschung (und Kultur). 1998 erfolgte ihre Ernennung als Richterin am Verwaltungsgericht Berlin. Während ihrer dortigen Tätigkeit war sie für drei Jahre an das Bundesverwaltungsgericht und von dort aus für ein Jahr an das Bundesministerium der Justiz abgeordnet. Mitte 2009 wechselte Bähr an das Kammergericht Berlin. Im Juli 2018 wurde sie zur Vorsitzenden Richterin am Verwaltungsgericht Berlin ernannt.
Das Präsidium des Bundesverwaltungsgerichts wies Bähr dem 7. Revisionssenat zu, der insbesondere für das Umweltschutzrecht einschließlich des Immissionsschutzrechts, das Abfallrecht, das Atomrecht, das Bergrecht, das Recht des Baus von Wasserstraßen und das Eisenbahn- und Eisenbahnkreuzungsrecht zuständig ist. Zudem ist sie Mitglied des u. a. für das Informationsfreiheitsrecht sowie das presse-, rundfunk-, archiv- und medienrechtliche Informations-, Einsichts- und Auskunftsrecht zuständigen 10. Revisionssenats.